# Camera d'oro della zarina

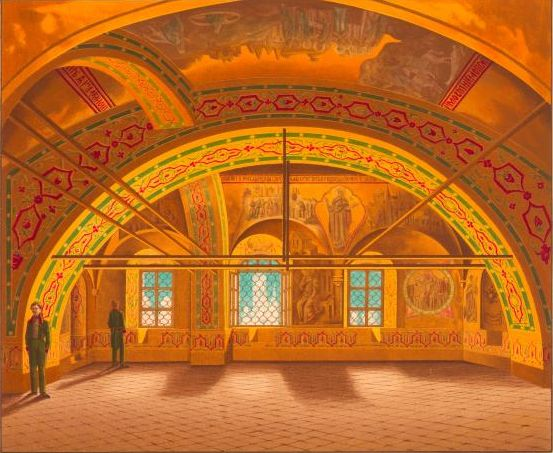
Camera d'oro in un'illustrazione del XIX secolo

La camera d'oro della Zarina (in russo Золотая Царицына палата?, Zolotaja Caricyna palata) era la stanza di ricevimento ufficiale delle zarine russe. In essa avevano luogo i ricevimenti delle dame di corte, nonché gli incontri tra la moglie del sovrano ed esponenti del clero. La camera, ultimata nel XVI secolo, fu successivamente inglobata nel complesso architettonico del Gran Palazzo del Cremlino. La prima zarina che poté usufruirne fu Irina Godunova, moglie del sovrano Fëdor I.
Le mura della camera sono decorate da dipinti su sfondo dorato raffiguranti episodi della tradizione cristiana. Sulla volta sono rappresentati l'imperatore romano Costantino I e sua madre Elena. Sulla parete est, vicino a dove un tempo si trovava il trono della zarina, è presente una serie di dipinti che descrivono la conversione ed il battesimo di Sant'Olga, la prima regnante cristiana della storia russa. Nella parete nord è invece raffigurata la santa georgiana Dinaria. Infine, nella parete ovest i dipinti sono dedicati all'imperatrice bizantina Teodora.
Tra il 1970 ed il 1978 la camera fu oggetto di un importante lavoro di restauro; dopo quella data è stata adibita a locale della residenza presidenziale.